# Oxyscelio brevidentis
Oxyscelio brevidentis  (лат.) — вид платигастроидных наездников из подсемейства Scelioninae (Platygastridae, или Scelionidae, по другим классификациям). Ориентальная область: Таиланд, Ubon Ratchathani Prov.

## Описание
Мелкие перепончатокрылые насекомые: длина тела самок 2,7—3,75 мм. Усики самок с булавой. Отличается лбом с возвышением между основаниями усиков и глазами.  Метаскутеллюм морщинистый и вогнутый. Тело в основном чёрное. Скапус усиков и ноги желтоватые. 
Усики 12-члениковые. Нижнечелюстные щупики состоят из 4 сегментов, а нижнегубные — 2-члениковые. В переднем крыле субмаргинальная жилка отдалена от края и имеет очень короткую маргинальную жилку. Есть характерное фронтальное вдавление на голове. Вид был впервые описан в 2013 году американским энтомологом Роджером Барксом (Roger A. Burks, Department of Evolution, Ecology, and Organismal Biology, The Ohio State University, Колумбус, Огайо, США)
.